# Kurirschack

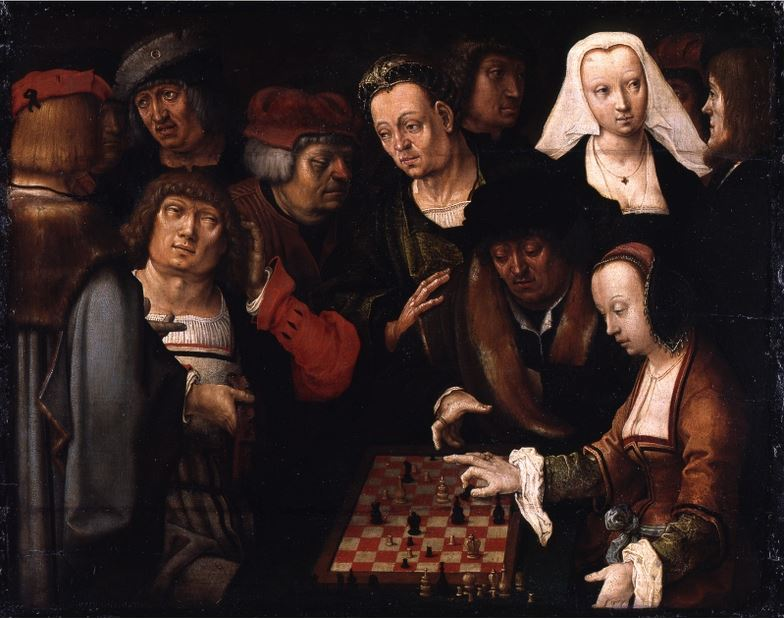
"Schackspelarna" (c. 1520) av Lucas van Leyden avbildar ett parti kurirschack.

Kurirschack, även kallat kurirspel, är en medeltida schackvariant, som omnämns första gången i ett poem från tidigt 1200-tal. Spelet är särskilt förknippat med den tyska byn Ströbeck (belägen nära Halberstadt), där det fortsatte att utövas åtminstone fram till 1700-talet.
Spelbrädet har 12 x 8 rutor och är alltså bredare än ett vanligt schackbräde. Den utökade storleken ger plats för ytterligare fyra bönder till vardera spelaren och därutöver tre slags nya spelpjäser: en rådgivare, en hovnarr (även kallad marodör) samt två kurirer.
- Kungen, springarna och tornen flyttas på samma sätt som i modernt schack, och detta gäller i princip även för bönderna.
- Damen följer medeltida schackregler och kan bara gå 1 steg diagonalt.
- Löparna flyttas 2 steg diagonalt och kan hoppa över en annan pjäs, också i enlighet med de medeltida reglerna.
- Rådgivaren kan flyttas 1 steg vågrätt, lodrätt eller diagonalt.
- Hovnarren går 1 steg vågrätt eller lodrätt.
- Kurirerna flyttas som löparna i modernt schack.

Pjäserna är vid spelets början placerade i följande ordning på spelbrädet, sett från vänster på vit spelares sida: torn – springare – löpare – kurir – rådgivare – kung – dam – hovnarr – kurir – löpare – springare – torn (bakersta raden) samt 12 bönder (raden framför).
Spelet inleds med att båda spelarna gör fyra obligatoriska drag, där bönderna framför tornen och damen, och likaså damen själv, flyttas fram två steg, varefter det egentliga spelet börjar. I likhet med det moderna schacket går spelet ut på att sätta motspelarens kung i schackmatt.